# نيمانيا بيزبراديكا
نيمانيا بيزبراديكا (بالسيريلية الصربية: Немања Безбрадица) مواليد 29 مارس 1993 في كنين، هو لاعب كرة سلة صربي. بدأ مسيرته الاحترافية في سنة 2011. لعب مع نادي بارتيزان لكرة السلة وفي إي إف ريغا.

## الميداليات
| الميدالية | المسابقة                              |
| --------- | ------------------------------------- |
| ذهبية     | الألعاب الأولمبية الصيفية للشباب 2010 |

## روابط خارجية
- نيمانيا بيزبراديكا على موقع الاتحاد الدولي لكرة السلة (الإنجليزية)
- نيمانيا بيزبراديكا على موقع الدوري الأوروبي لكرة السلة (الإنجليزية)
- نيمانيا بيزبراديكا على موقع كرة السلة الأوروبية.كوم (الإنجليزية)
- نيمانيا بيزبراديكا على موقع ريلجم (الإنجليزية)
- نيمانيا بيزبراديكا على موقع بروبوليرز (الإنجليزية)
- نيمانيا بيزبراديكا على موقع سبورتس رفرنس (الإنجليزية)
- نيمانيا بيزبراديكا على موقع أوليمبيديا (الإنجليزية)